# Fête médiévale

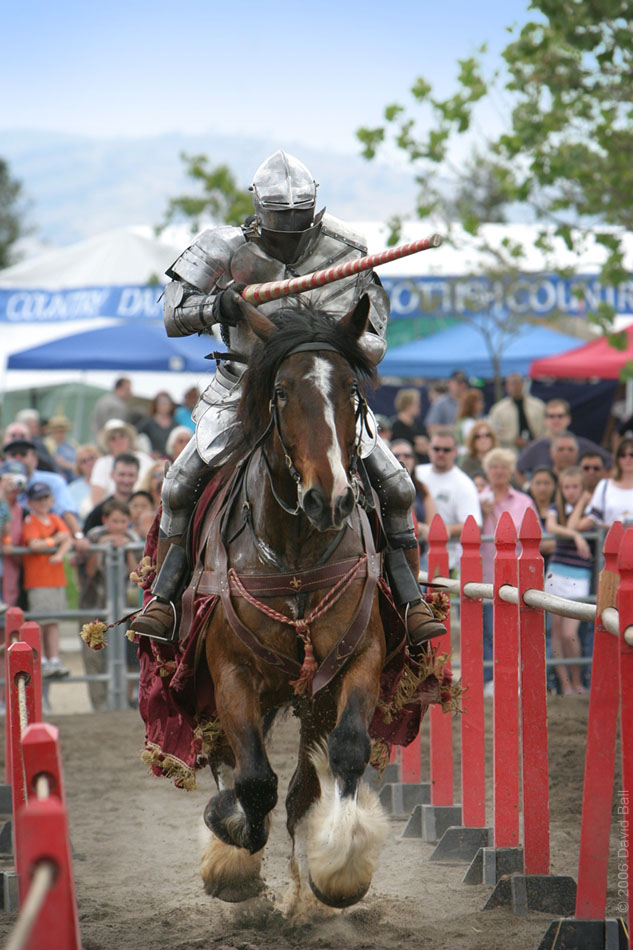
Spectacle de joute équestre.

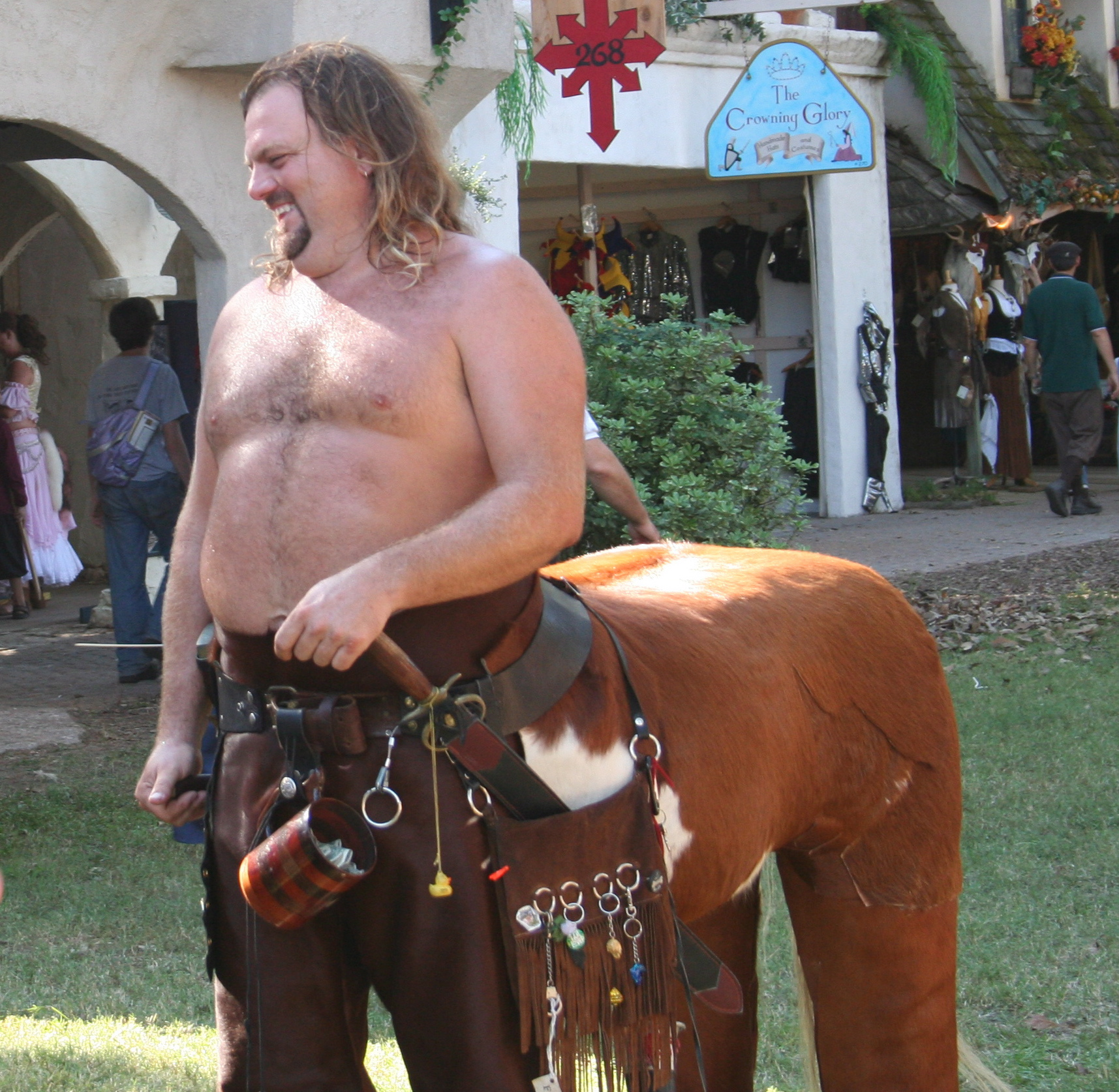
Les déguisements, comme ici celui de centaure, peuvent parfois être acceptés dans les fêtes médiévales.

Une fête médiévale est un type de fête ayant pour thème le Moyen Âge et plus généralement l'imaginaire médiéval. Elle est généralement constituée d'un « marché médiéval », d'animations de rue (jonglerie, musiciens) et de spectacles tels que des tournois de chevalerie et des reconstitutions d'événements liés à l'histoire de la ville où la fête a lieu, qui peuvent être assurées par des troupes de spectacle professionnelles ou des associations de reconstitution historique . Le but premier est de fournir un divertissement à un public. 
Les périodes que la fête ou le festival reconstitue peuvent varier, et ne pas toujours se situer dans la période médiévale stricto sensu. Ainsi certaines fêtes font référence à la Renaissance (on parle alors de fête renaissance), d'autres se concentrent sur le mode de vie viking ou à l'inverse, sur des évènements beaucoup plus récents comme les pirates du XVIIIe siècle. D'autres, enfin, mélangent allègrement les périodes pour créer un effet de multiples voyages dans le temps. Certaines fêtes acceptent parfois les déguisements liés aux mondes de la fantasy ou des créatures imaginaires.

## Polémiques
Il existe des polémiques portant sur l'authenticité de ces foires, marchés et fêtes médiévaux. Certains pensent qu'une fête devrait être une reconstitution historique aussi fidèle que possible, pour avoir une valeur pédagogique dans le même esprit que les écomusées ou musées historiques. D'autres ont pour but de privilégier le divertissement folklorique.